# Louis-François de Tollenare
Louis-François de Tollenaere, ou Louis-François de Tollenaere-Gramez, né le 4 avril 1780 à Nantes où il est mort le 25 septembre 1853, est un industriel et un négociant français, fondateur de l'hôpital Saint-Jacques de Nantes.

## Biographie

### Origines et enfance
Louis-François de Tollenare, né le 4 avril 1780 à Nantes, est le petit-fils d'un négociant venu s'établir dans la ville au début du XVIIIe siècle, descendant de la branche cadette d'une famille de Flandre, les Tollenare-Gramez ou Tollenaere-Grammes. Son père, Louis Étienne de Tollenare, négociant lui aussi, voyage pour commercer, à Saint-Domingue notamment, où il meurt en 1795. Sa mère, née Françoise Denoual de La Loyrie, est d'une famille bretonne.

### Formation
Orphelin à 15 ans, il reste à Chartres après la mort de sa mère. Son éducation est jusqu'alors confiée à un précepteur et à un ecclésiastique.
Pris en charge par son oncle Philippe-Auguste de Tollenare, il revient à Nantes en 1795. Cet oncle est négociant, le siège de son commerce se trouve dans l'immeuble familial de la rue du Puits-d'Argent où son père s'est installé à son arrivée à Nantes, comme en témoigne son enseigne : « P.A. Tollenare et neveu - rue du Puits d'Argent no 1 ». Après avoir suivi des études au lycée de Nantes, il travaille dans les bureaux de la marine, puis comme apprenti dans la maison de commerce de M. de la Ville, avant de voyager en Europe. Il séjourne à Hambourg (cinq ans), travaillant pour le compte d'une maison de banque, qui l'envoie quelque temps à Stockholm pour négocier un emprunt sollicité par la cour de Suède.

### Industriel
Il revient à Nantes en 1801, et crée une filature de coton. Il équipe sa manufacture de métiers à tisser dotés d'une navette volante de l'Anglais Edmond Cartwright. En 1808, il s'associe avec deux ingénieurs anglais pour fonder une usine de fabrication de machines destinées à l'industrie textile. Il est associé à Édouard Goüin, autre industriel du textile, négociant et banquier, vice-président de la Chambre de commerce de Nantes et conseiller municipal de Nantes, pour apporter des fonds et des relations à la maison de commerce Poisson aîné et Cie, fondée en 1809. Il ouvre un autre commerce, associé à deux ingénieurs anglais, les frères Collier, et fonde avec eux la Société James et John Collier, le 11 octobre 1808. Jusqu'en 1814, ils inventent et mettent au point des machines à usage de l'industrie textile. La guerre économique et militaire menée par Napoléon Bonaparte contre l'Angleterre ayant ruiné ses projets, il tente alors d'importer du coton depuis les États-Unis, fait de gros bénéfice, et projette l'installation d'un comptoir en Floride. L'augmentation des taxes sur les importations coloniales imposées par Napoléon Ier provoque sa ruine et il cesse les activités commerciales à son propre compte.
Entre-temps, le 6 fructidor an X (24 août 1802), il épouse Clémence Aimée Clotilde Bourgault du Coudray, fille du négociant nantais Guillaume Bourgault du Coudray, ancien échevin et juge consulaire, et d'Eulalie Clémence Hamon de La Thébaudière. Le couple s'installe avec les autres ménages de la famille Tollenare, au numéro 1 de la rue du Puits-d'Argent. En 1815, la famille Tollenare vend la propriété de la Guidoire à Aigrefeuille-sur-Maine, acquise par le grand-père de Louis-François en 1757, et les Tollenare font l'acquisition de l'immeuble situé au numéro 14 de la rue de la Fosse. Ils établissent trois commerces au rez-de-chaussée.

### Négociant au Brésil
En 1817, il se rend au Brésil pour les affaires d'un cousin, le comte du Fou. La collaboration ne résiste pas à des divergences, notamment sur la traite des Noirs. Au cours de son séjour au Brésil, en 1818, il est impliqué dans le mouvement de révolte contre la puissance coloniale, le Portugal.

### Premières publications
De retour à Nantes, il délaisse le commerce. Il fonde la Société des jeunes commerçants, où il donne des cours de droit commercial. À partir de 1820, il publie des écrits scientifiques et économiques, notamment Essai sur les entraves que le commerce éprouve en Europe (1820), qui lui vaut une reconnaissance nationale : il reçoit des éloges dans Le Moniteur du 8 mai 1820 et dans Le Journal de Paris du 6 juillet 1820. Auréolé de cette réussite, il entre dans la Société académique de Nantes, et en devient aussitôt secrétaire. Il publie des articles dans le Lycée armoricain, édité par Camille Mellinet, dont il devient l'ami et un proche collaborateur.

### Fondateur de l'hôpital Saint-Jacques de Nantes
Il se passionne pour le sort des aliénés, et reprend à son compte l'idée de bâtir un hospice moderne pour adoucir le sort des pensionnaires du Sanitat. Nommé receveur des hôpitaux de la ville en 1823, puis trésorier en 1824, il s'appuie sur les avancées de la psychiatrie pour présenter son projet. Il effectue des voyages en Angleterre et en Belgique pour étudier des hôpitaux modernes et s'en inspirer, tant sur le traitement des aliénés que sur l'architecture. Il rédige les plans d'un projet pour Nantes. Mais il rencontre la réticence des municipalités successives de Louis-Hyacinthe Levesque, Maurice Étiennez et Philippe-René Soubzmain. Après l'accession au pouvoir de Louis-Philippe Ier, le nouveau gouvernement favorise les projets d'ouverture d'ateliers de charité, destinés à occuper les chômeurs. Tollenare est très impliqué dans le suivi de la construction de l'hôpital Saint-Jacques qui commence en 1832, et au cours de laquelle il fait fonction de maître d’œuvre. Lors de son discours prononcé à l'occasion de la pose de la première pierre, le maire, Ferdinand Favre, souligne que les plans de l'hôpital sont l’œuvre de Tollenare.
Une fois l'hôpital achevé, Louis-François de Tollenare est de nouveau confronté à l'opposition du maire, du préfet et les administrateurs des hôpitaux de la ville. Il tente de négocier son départ en échange de la nomination de son fils au même poste. Devant le refus qui lui est opposé, il reste en place jusqu'en 1850.

### Propriétaire de Pont-Pierre à Saint-Herblain
Le 11 février 1835, il achète la terre de Pont-Pierre. Sur cette propriété rurale, située à 6 km à l'ouest du centre de Nantes, sur la route de Couëron dans la commune de Saint-Herblain, il décide de modifier complètement les 20 hectares de champs et d'habitats rustiques qui la composent. Entre 1835 et 1837, il fait bâtir un manoir de pierre et de brique, résidence d'été, qu'il entoure d'un jardin à l'anglaise. Au sommet d'un coteau, il fait dresser un monument funéraire à la mémoire de son ami Émile Richer : une croix de granit de 2,5 mètres de haut, sur le socle de laquelle figure une inscription en latin rappelant la date de la mort de Richer, le 21 janvier 1834.
Les 11, 13 et 15 juin 1837 ont lieu des élections municipales à Saint-Herblain. Louis-François de Tollenare se présente, étant propriétaire dans la commune. Il est élu conseiller municipal, fonction qu'il occupe jusqu'en 1851. Lors de son mandat, il œuvre notamment à la remise en état des voies d'accès communales.

### Activités intellectuelles
Parallèlement à son implication dans l'hôpital, il participe à des questions d'utilité publique. Il est passionné par les progrès de la technique industrielle, et est, à l'instar d'Ange Guépin et de Camille Mellinet, un défenseur du saint-simonisme. Il est trésorier de la Société de bienfaisance. Il rejoint momentanément les idées d’Emanuel Swedenborg, savant suédois devenu mystique. Il se lie d'amitié avec l'écrivain Édouard Richer, qui se fait le relai à Nantes des préceptes de la secte qui s'appuie sur les écrits de Swedenborg, l'« Église de la Nouvelle Jérusalem ». Tollenare met Richer en contact avec un autre de ses amis, Honoré de Balzac, qui à son tour est attiré par la secte. Au fil du temps, Tollenare finit par s'en éloigner.
L'inventaire effectué à l'occasion de la succession de Charles de Tollenare présente le contenu des bibliothèques de Louis-François, constituées de 2 684 volumes.

### Dernières années
À partir de 1844, sa santé se détériore. Son épouse morte dans la propriété de Pont-Pierre le 25 septembre 1849, emportée en quelques heures par le choléra, elle est enterrée dans le cimetière de Saint-Herblain, où il fait construire sa propre tombe de son vivant. Mis à la retraite de son poste de receveur des hospices en 1850, il meurt le 25 septembre 1853 dans son appartement, au numéro 14 de la rue de la Fosse à Nantes. Il est enterré à Saint-Herblain, où sa sépulture porte l'épitaphe qu'il a lui-même composée : 
Louis-François de Tollenare

Sgr ou toparch de Gramez dans les Flandres

ancien trésorier des Hospices de Nantes

né le 4 avril 1780 - mort à Nantes le 20 décembre 1853.

## Publications[18]
- Essai sur les entraves que le commerce éprouve en Europe, Paris, Janet et Cotelle, 1820.
- De l'Éclairage, impr. de Mellinet-Malassis.
- Emprunt en mai 1828, impr. de Mellinet-Malassis.
- Statistique bretonne, impr. de Mellinet-Malassis.
- Philosophie religieuse, impr. de Mellinet-Malassis.
- Sur l'amour du gain...
- Sur les caisses d'amortissement, Décembre 1825.
- Sur la mort du roi., Impr. de Mellinet-Malassis, 1824.
- Société pour l'extinction de la mendicité dans la ville de Nantes, sous les auspices de S.A.R. Madame, duchesse de Berry., impr. de Mellinet-Malassis, 1829.
- Sur la treizième et dernière leçon de 1828, du cours de philosophie de M. Victor Cousin, impr. de Mellinet-Malassis.
- Discours sur les écrits de M. J.-B. Say, lu à la séance publique de la Société royale académique de Nantes du 25 novembre 1832, impr. de Mellinet, 1833.
- Analyse de la nouvelle « Histoire de Bretagne », publiée par M. P. Daru..., impr. de Mellinet-Malassis, 1827
- Compte-rendu sur Du Commerce et de l'administration, ou Coup-d'œil sur le nouveau système commercial de l'Angleterre ; quels sont les intérêts de la France ? Par M. Armand Duchatellier...
- Exposition des produits de l'industrie du département de la Loire-Inférieure, à Nantes. [Distribution des médailles. Rapport du jury], impr. de Mellinet-Malassis, 1825
- Lecture faite à la Société académique de Nantes, par Mr L.-F. de Tollenare, dans la séance du 6 janvier 1825, à l'occasion de l'établissement des bons livres, impr. de Mellinet-Malassis
- Compte rendu sur Méthode Jacotot. Langue allemande. « Premier livre de Télémaque en allemand, avec la version française littérale et interlinéaire, ou Epitome pour apprendre... la langue allemande... », par M. P.-A. Guilbaud..., février 1830, impr. de Mellinet-Malassis
- De l'Influence de certaines machines sur le sort des ouvriers.
- Mélanges de littérature et d'économie politique, impr. de Forest,	1828
- Soirées littéraires de M. Charles Durand. Seconde séance du cours : Philosophie ancienne, impr. de Mellinet-Malassis
- Sur le macadamisage des routes. Lu à la Société académique [du département de la Loire-Inférieure], dans sa séance du 5 juillet 1827., impr. de Mellinet-Malassis
- Sur les nouvelles routes de M. Mac-Adam. Lu à la Société académique [du département de la Loire-Inférieure], le 4 mai 1826.
- Notes dominicales prises pendant un voyage en Portugal et au Brésil en 1816, 1817 et 1818 (1000 pages)